# Living in the Plastic Age
«Living in the Plastic Age» es el segundo sencillo del grupo británico The Buggles, publicado el 14 de enero de 1980 e incluido en su primer álbum de estudio, The Age of Plastic.
A pesar de ser la primera pista en el disco ya mencionado, fue publicada después de «Video Killed the Radio Star» (7 de septiembre de 1979, segunda pista del álbum). La canción llegó al puesto número 16 de las listas del Reino Unido.
La canción alude a la cirugía plástica y al estrés de la cultura moderna. The Buggles también creó un vídeo musical bastante futurista e inusual, el cual salió en pantallas el mismo año. Sin embargo, este vídeo raramente ha aparecido en canales de música.
La cara B del sencillo, que apareció solo en el Reino Unido, incluye la canción Island.

## Vídeo musical
El vídeo musical empleó colores brillantes y motivos bastante provocativos (como mujeres con pintura corporal representando objetos inanimados).
El vídeo tiene lugar en algún momento del futuro, con 3 jóvenes vestidos como demonios, usando gafas coloridas (como parte de una vestimenta futurista) en un espacio oscuro. Uno de ellos apunta a un edificio en una pequeña ciudad que parece una maqueta. En una sala Trevor Horn se despierta de una cama movediza vistiendo guantes de goma amarillos y un traje gris. Horn abre una puerta y ve a una mujer con maquillaje blanco, casi semi-desnuda, que lanza una misteriosa chispa (esta chispa reaparece después en el vídeo).